# Евлах (аэропорт)
Евлах (азерб. Yevlax Hava Limanı) — аэропорт одноимённого города в Азербайджане.

## История
Во времена СССР использовался как региональный аэропорт для принятия воздушных судов III и IV класса и вертолетов. Аэропорт оснащен световым сигнальным и радиотехническим оборудованием.
Во времена СССР использовался для обучения пилотов Батайской школы пилотов и размещения военной авиации.
Аэропорт в настоящее время используется в основном частными самолетами. Регулярный пассажирский транспорт отсутствует.